# Kiran Badloe
Kiran Badloe (n. septembrie 1994, Almere, Țările de Jos) este un iahtman ce a reprezentat Țările de Jos, medaliat olimpic. A participat la o ediție a Jocurilor Olimpice (2020) în care a câștigat o medalie de aur.